# Джейкобус (Пенсільванія)
Джейкобус (англ. Jacobus) — місто (англ. borough) в США, в окрузі Йорк штату Пенсільванія. Населення — 1830 осіб (2020).

## Географія
Джейкобус розташований за координатами 39°52′57″ пн. ш. 76°42′44″ зх. д. / 39.88250° пн. ш. 76.71222° зх. д. (39.882473, -76.712184).  За даними Бюро перепису населення США в 2010 році місто мало площу 2,44 км², уся площа — суходіл.

## Демографія
Згідно з переписом 2010 року, у селищі мешкала 1841 особа в 663 домогосподарствах у складі 526 родин. Густота населення становила 756 осіб/км².  Було 678 помешкань (278/км²).
Расовий склад населення:
| - 91,3 % — білих - 5,1 % — чорних або афроамериканців - 1,4 % — азіатів - 0,1 % — корінних американців |

До двох чи більше рас належало 1,2 %. Частка іспаномовних становила 3,5 % від усіх жителів.
За віковим діапазоном населення розподілялося таким чином: 27,6 % — особи молодші 18 років, 58,9 % — особи у віці 18—64 років, 13,5 % — особи у віці 65 років та старші. Медіана віку мешканця становила 37,9 року. На 100 осіб жіночої статі у селищі припадало 98,8 чоловіків;  на 100 жінок у віці від 18 років та старших — 97,0 чоловіків також старших 18 років.
Середній дохід на одне домашнє господарство  становив 85 759 доларів США (медіана — 80 481), а середній дохід на одну сім'ю — 96 854 долари (медіана — 92 667). Медіана доходів становила 60 313 долари для чоловіків та 42 321 долар для жінок. За межею бідності перебувало 5,2 % осіб, у тому числі 9,8 % дітей у віці до 18 років та 3,2 % осіб у віці 65 років та старших.
Цивільне працевлаштоване населення становило 892 особи. Основні галузі зайнятості: освіта, охорона здоров'я та соціальна допомога — 24,1 %, виробництво — 15,0 %, роздрібна торгівля — 11,0 %, науковці, спеціалісти, менеджери — 9,8 %.